# Rosetta Tharpe
Pour les articles homonymes, voir Rosetta.
Sister Rosetta Tharpe est une chanteuse, musicienne, auteur-compositrice et guitariste de gospel et de blues afro-américaine, née Rosetta Nubin le 20 mars 1915 à Cotton Plant (Arkansas) et morte le 9 octobre 1973 à Philadelphie (Pennsylvanie).
Surnommée la « Godmother of rock ‘n’ roll » (la marraine du rock ‘n’ roll), ayant joué un rôle prépondérant dans la création du rock 'n' roll, Rosetta Tharpe est la première à mêler au gospel et au blues des rythmes rock. Excellente guitariste, elle est la première à accompagner le gospel à la guitare électrique. Elle a influencé Chuck Berry, Elvis Presley, Little Richard et Johnny Cash.

## Biographie
Rosetta Tharpe est née le 20 mars 1915 à Cotton Plant (Arkansas). Les parents de Rosetta, Katie Bell Nubin et Willis Atkins, travaillent à la cueillette du coton. Sa mère qui chante et joue de la mandoline, est une membre active de la Church of God in Christ (COGIC), une église qui favorise l'expression musicale, la danse et le prêche des femmes. Dès l’âge de quatre ans, « Little Rosetta Nubin » est un prodige du chant et de la guitare. À six ans déjà, elle chante dans la troupe évangélique de sa mère, la suivant dans des tournées dans le Sud des États-Unis.
Dans les années 1920, Katie Bell Nubin et sa fille s'installent à Chicago et continuent à participer aux concerts religieux de la COGIC. Très vite, il apparaît que le talent de Rosetta se situe très au-dessus des standards habituels, au chant mais surtout à la guitare, un instrument alors très peu répandu chez les femmes.
En 1934, elle épouse le pasteur Thomas Thorpe, une union qui ne dure pas, mais elle conserve jusqu’à sa mort son nom de scène, Tharpe. Se séparant de son mari, Rosetta Tharpe déménage à New York avec sa mère en 1938.

### Carrière
Le 31 octobre 1938, à 23 ans, Tharpe enregistre quatre titres chez Decca Records, accompagnée par l'orchestre de jazz de Lucky Millinder . Rock Me, That's All, My Man and I et The Lonesome Road deviennent immédiatement des hits, faisant de Rosetta Tharpe la première musicienne de gospel à obtenir un succès commercial. Elle signe chez Reminder et Mo Galye devient son manager.
Elle gagne une notoriété certaine en jouant au Cotton Club à Harlem en octobre 1938 avec le jazzman Cab Calloway puis dans le concert de John Hammond, From Spirituals to Swing, au Carnegie Hall, le 23 décembre 1938. Ce qui surprend, voire choque le public, c'est le fait de chanter du gospel dans le cadre de nightclubs avec des musiciens de blues ou de jazz. Mais voir une femme jouer de la guitare dans ce contexte n'est pas non plus fait pour plaire aux conservateurs. Pour toutes ces raisons, Tharpe perd une partie du public traditionnel du gospel. Aussi novatrice que controversée, elle compose les titres This Train et Rock Me, qui auront aussi un grand succès, en mêlant des thèmes gospel avec des arrangements au rythme rapide et énergique. Accompagnée par l'orchestre de Lucky Millinder elle enregistre Shout Sister Shout, That's All et I Want a Tall Skinny Papa. That's All est le premier enregistrement où elle joue de la guitare électrique. Cette chanson aura une influence décisive sur Chuck Berry et Elvis Presley.
En 1947, elle enregistre en duo avec la chanteuse de gospel Marie Knight des airs de gospel traditionnel comme Oh When I Come to the End of My Journey, Stretch Out et Up Above My Head (I Hear Music in the Air) .
Elle épouse Russell Morrison le 3 juillet 1951.
En 1953, Tharpe et Knight s'éloignent du gospel pour enregistrer un album de blues. L'expérience tourne au désastre, non seulement l'album ne se vend pas, mais il est condamné par leur communauté religieuse, et leurs plus fidèles admirateurs. Tharpe and Knight ne retrouveront pas leur popularité initiale.
En 1960, elle est invitée à la première édition du festival de jazz d'Antibes Juan-les-Pins.
En 1964, elle donne un concert avec Muddy Waters en plein air dans une gare désaffectée de Manchester (Royaume-Uni).
Rosetta Tharpe meurt le 9 octobre 1973, à l'âge de 58 ans à Philadelphie, en Pennsylvanie.
Elle est introduite au Rock and Roll Hall of Fame en avril 2018.

## Discographie

### Albums
- The Lonesome Road Decca 224 (1941)
- Blessed Assurance (1951)
- Wedding Ceremony Of Sister Rosetta Tharpe and Russell Morrison DeccaDA-903 (1951)
- Gospel Train (1956)
- Famous Negro Spirituals and Gospel Songs (1957)
- Sister Rosetta Tharpe MGM E3821 (1959)
- Sister Rosetta Tharpe Omega OSL31 (1960)
- Gospels In Rhythm (1960)
- Live in 1960 (1960)
- The Gospel Truth with the Bally Jenkins Singers (1961)
- Sister Rosetta Tharpe Crown LP5236 (1961)
- Sister On Tour (1962)
- Live In Paris (1964)
- Live at the Hot Club de France (1966)
- Negro Gospel Sister Rosetta Tharpe and the Hot Gospel Tabernacle Choir and Players (1967)
- Precious Memories Savoy 14214 (1968)
- Singing In My Soul Savoy 14224 (1969)

### Filmographie
- The Godmother of Rock&Roll, film de Mick Csaky
- Elle est incarnée par Yola dans le film Elvis (2022) de Baz Luhrmann.